# 星際熱等離子體光譜衛星
星際熱等離子體光譜衛星（Cosmic Hot Interstellar Plasma Spectrometer）是一顆美國太空總署探險者計畫衛星。2003年1月12日，星際熱等離子體光譜衛星從范登堡空軍基地由三角洲2號運載火箭與更大的衛星ICESat發射升空，預計任務持續時間為一年。星際熱等離子體光譜衛星是美國太空總署大學探索者任務類別中的第二個，主要對90至250埃（9至26奈米）極紫外線進行光譜分析。